# This Is War (album Thirty Seconds to Mars)
This Is War è il terzo album in studio del gruppo musicale statunitense Thirty Seconds to Mars, pubblicato l'8 dicembre 2009 dalla EMI.
In seguito alla pubblicazione dell'album, il gruppo ha intrapreso un'estesa tournée mondiale di due anni, totalizzando 311 concerti e realizzando un record mondiale. Nella sua prima settimana di uscita This Is War ha venduto oltre 67 000 copie nei soli Stati Uniti d'America; a novembre 2011 ha venduto oltre un milione e mezzo di copie in tutto il mondo, mentre i singoli estratti hanno venduto in totale oltre 1 milione di copie. Ad aprile 2013 l'album è arrivato a vendere quattro milioni di copie.

## Antefatti
Il 15 agosto 2008 la casa discografica EMI tentò una causa contro i Thirty Seconds to Mars, che nel 1999 firmarono un contratto di nove anni con l'etichetta producendo due album: 30 Seconds to Mars ed A Beautiful Lie. I fratelli Leto furono accusati dalla casa discografica (lasciata il 4 luglio 2008) di non aver realizzato altri 3 album concordati con loro e per questo motivo fu loro richiesto un risarcimento danni pari a trenta milioni di dollari.
Proprio Jared Leto commentò la notizia attraverso il sito ufficiale del gruppo, rassicurando i fan sul loro ottimo stato di forma e spiegando i motivi per cui avevano deciso di lasciare la EMI.
(Jared Leto)
Leto ha poi continuato ad elencare altri motivi che li portarono a chiudere il contratto con la EMI: il licenziamento dei loro collaboratori alla Virgin, la richiesta di inserire pubblicità nel loro sito ufficiale e la proprietà del loro master a tempo indeterminato. Leto però tenne a precisare che alcuni collaboratori della Virgin/EMI hanno fatto sì che i Thirty Seconds to Mars arrivassero al successo.

Il 28 aprile 2009 il gruppo tornò sotto contratto con la EMI e di conseguenza la querela di trenta milioni di dollari da parte della casa discografica fu annullata. Jared Leto dichiarò ad MTV:

## Registrazione
(Jared Leto)

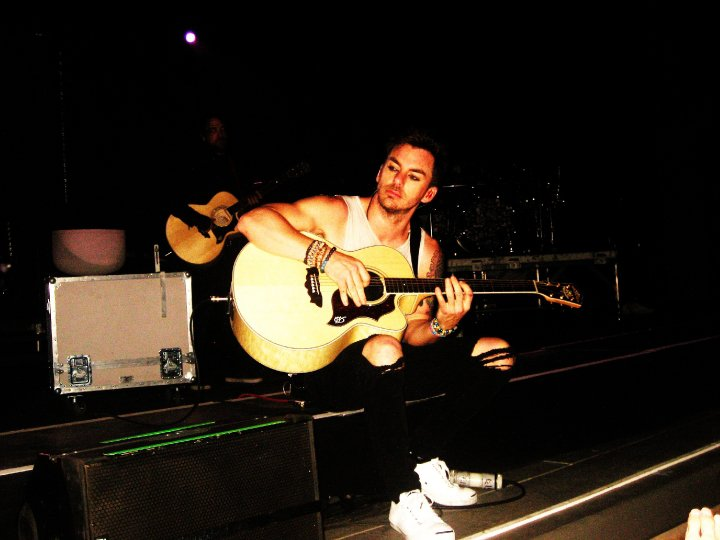
Il batterista della band Shannon Leto in concerto nel 2010

Nell'agosto 2008 i Thirty Seconds to Mars annunciarono di essere alle prese con la registrazione del loro terzo album. Il 22 agosto, in un'intervista di Kerrang!, i Thirty Seconds to Mars annunciarono che Mark Ellis avrebbe prodotto il terzo album del gruppo. Alcuni dei suoi lavori più conosciuti includono collaborazioni con Depeche Mode, U2, Nine Inch Nails, The Smashing Pumpkins e Sigur Rós. Nel 2006, il suo lavoro con gli U2 lo portò a condividere con loro un Grammy Award all'album dell'anno con How to Dismantle an Atomic Bomb.
In un articolo di MTV, il cantante afferma che la musica composta per l'album è stata influenzata dalle esperienze vissute dalla band in quegli anni di tour mondiale. La band aggiunse anche che, secondo la loro opinione, questo è l'album migliore che abbiano mai realizzato.
Nel dicembre 2008, sempre in un articolo di Kerrang!, Jared Leto raccontò del nuovo album. Non rilasciò molte informazioni sulle canzoni nuove, dicendo solo che vi sarebbero stati due brani che a lui piacevano particolarmente e che si intitolavano Panacea e Kings and Queens.
Il 10 febbraio il mensile Rock Sound uscì con nuove dichiarazioni e rivelazioni del cantante. La rivista britannica concluse rivelando due tracce dell'album: Hurricane e Kings and Queens, l'ultima già annunciata in precedenza.
Il 14 febbraio i 30 Seconds to Mars annunciarono che per la realizzazione di questo nuovo lavoro avevano lavorato su un quantitativo di pezzi pari a 120, focalizzando poi l'attenzione su 20 pezzi. Nel frattempo la band creò un canale su Kyte, dove postarono video del Making of the Album e dove chattarono con i fan, informandoli sulle ultime novità.

### I Summit

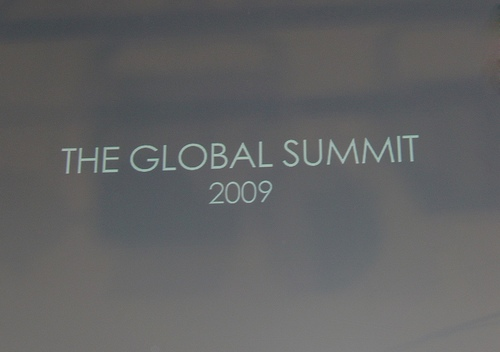
Il logo del Global Summit

Durante la fase di registrazione il gruppo annunciò un Summit all'Avalon Club di Los Angeles, svoltosi il 26 aprile 2009. I Summit sono l'esperimento dei 30 Seconds to Mars che coinvolgono i fan nella prima registrazione globale della storia. La band registrò gli applausi e le grida del proprio pubblico, e tutto il materiale fu poi utilizzato in seguito per l'album. Jared Leto dichiarò in proposito a MTV: 
(Jared Leto a MTV)

Dopo questa intervista, Leto dichiarò che lo stile dell'album sarebbe stato molto diverso dal loro album di debutto e da A Beautiful Lie, affermando:
Dopo il grande successo del Summit di Los Angeles, l'evento si replicò in diverse città, tra queste Milano, dove però la band non fu presente. Il Summit milanese si svolse lunedì 22 giugno 2009 al Jungle Sound in via Pestalozzi, organizzato dalla EMI Italiana.
Con oltre cento milioni di visite su YouTube, quaranta milioni su Myspace e più di un milione di fan su Facebook, i Thirty Seconds to Mars risultarono essere all'avanguardia nell'uso del digitale e dopo il successo dei Summit decisero di servirsene per offrire ai propri fan la possibilità di entrare a far parte del processo di registrazione. Dal 10 al 30 agosto 2009 il gruppo lanciò il Digital Summit, ovvero la possibilità di partecipare alle registrazioni dell'album anche per coloro che non erano riusciti a raggiungere una delle sedi dei Summit. Il Digital Summit è stato tra gli argomenti top 10 di Twitter durante le due settimane di promozione, guadagnando sessantamila pagine viste e tremila registrazioni che sono state inviate dai fan.

### Collaborazioni

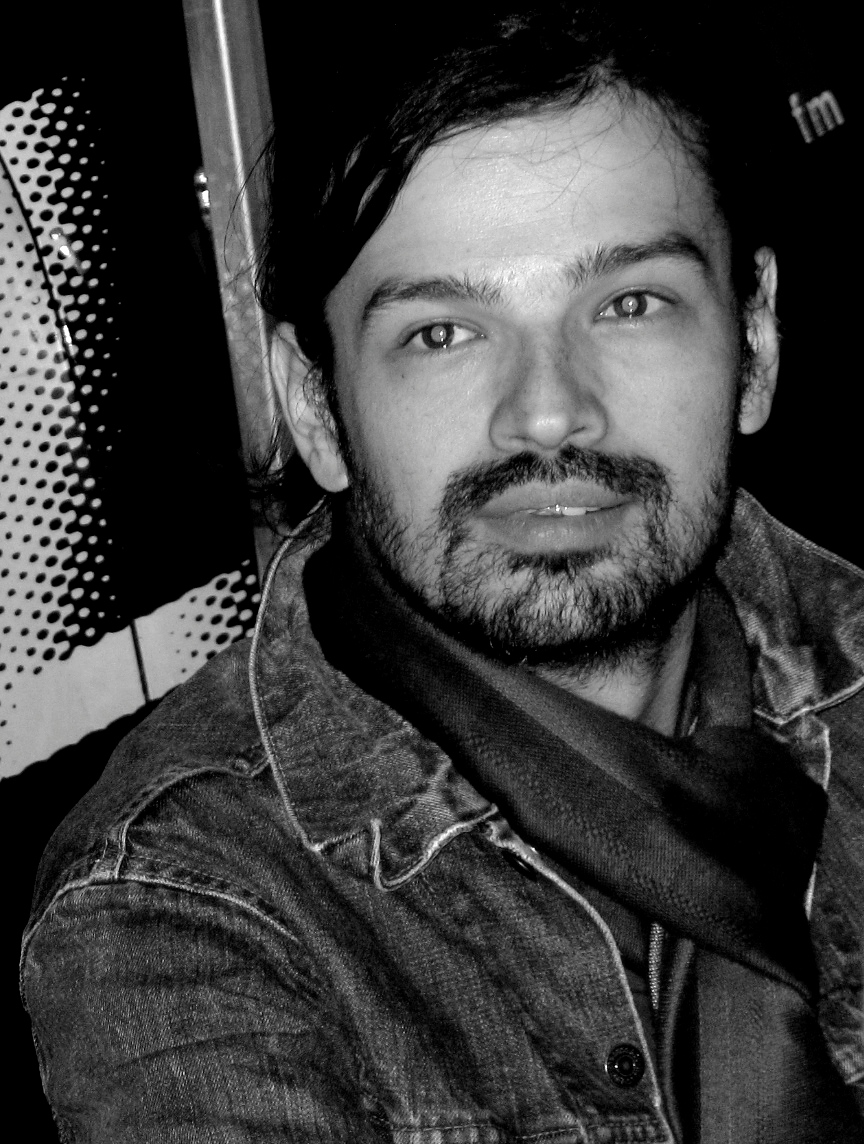
Il polistrumentista Tomo Miličević nel 2009, al secondo album con la band

Nell'aprile 2009 Kanye West annunciò sul sito ufficiale la sua collaborazione con Brandon Flowers e Jared Leto per la canzone Hurricane. Tuttavia, la versione della traccia cantata con West fu inclusa solo in una prima versione di Hurricane. Infatti nell'album fu pubblicata la canzone con Flowers alle tastiere e West come secondo programmatore.

In un'intervista concessa a MTV, Leto dichiarò:
Inizialmente era prevista anche una canzone realizzata in collaborazione con Chino Moreno dei Deftones, successivamente scartata.

## Pubblicazione
Durante la Purgatorium in Board, il gruppo comunicò che Tim Kelleher è stato scelto come il bassista per le esibizioni dal vivo, ma senza collaborare alla registrazione dell'album (lo strumento è stato impiegato sia da Tomo Miličević che da Jared Leto). Successivamente alla pubblicazione dell'album, dovrebbe essere realizzato anche un DVD del footage della registrazione dell'album. Si tratterebbe di una sorta di documentario che vedrà al suo interno anche i fan della band, chiamati a rispondere ad alcune domande postate sulla pagina Twitter ufficiale del gruppo.
L'11 settembre venne comunicato sul sito ufficiale che This Is War sarebbe stato pubblicato il 24 novembre 2009 negli Stati Uniti d'America. Tuttavia la data di pubblicazione venne nuovamente posticipata per l'8 dicembre
Il 24 agosto Jared Leto dichiarò a MTV che la pubblicazione del nuovo singolo era stata stabilita, senza rivelarne il titolo, aggiungendo che sarebbe stato un singolo «davvero potente». L'11 settembre venne annunciato che il primo singolo sarebbe stato Kings and Queens, pubblicato il 13 ottobre.

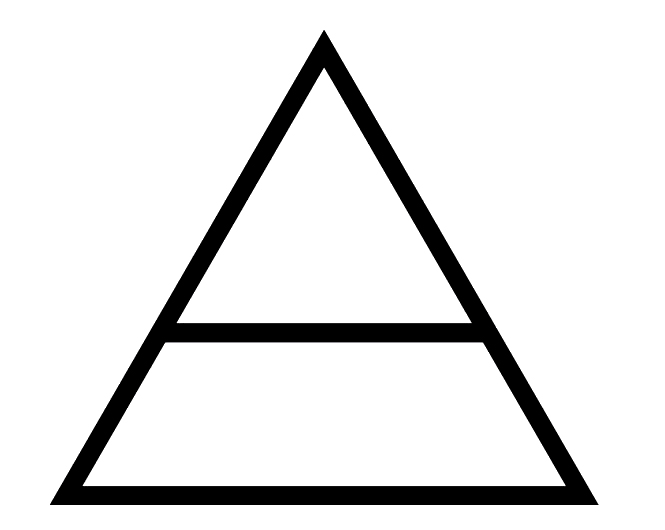
La Triad, simbolo dell'album

Il 4 settembre 2009 venne annunciata la lista tracce dell'album. La traccia A Call to Arms venne successivamente rinominata in Vox Populi, mentre Equinox in L490.
Il 3 novembre 2009 la title track This Is War fece il suo debutto mondiale in Dragon Age: Origins, annunciato dal comunicato stampa della BioWare a Edmonton, Alberta.
L'anteprima mondiale dell'album si svolse il 9 novembre 2009 a Los Angeles al The Montalban Theater, dove fu presentata anche la première del video di Kings and Queens. In Italia l'album fu presentato a Milano il 27 novembre 2009, e dal 30 novembre fino al 4 dicembre, Virgin Radio Italia trasmise in esclusiva i brani dell'album.

### Singoli

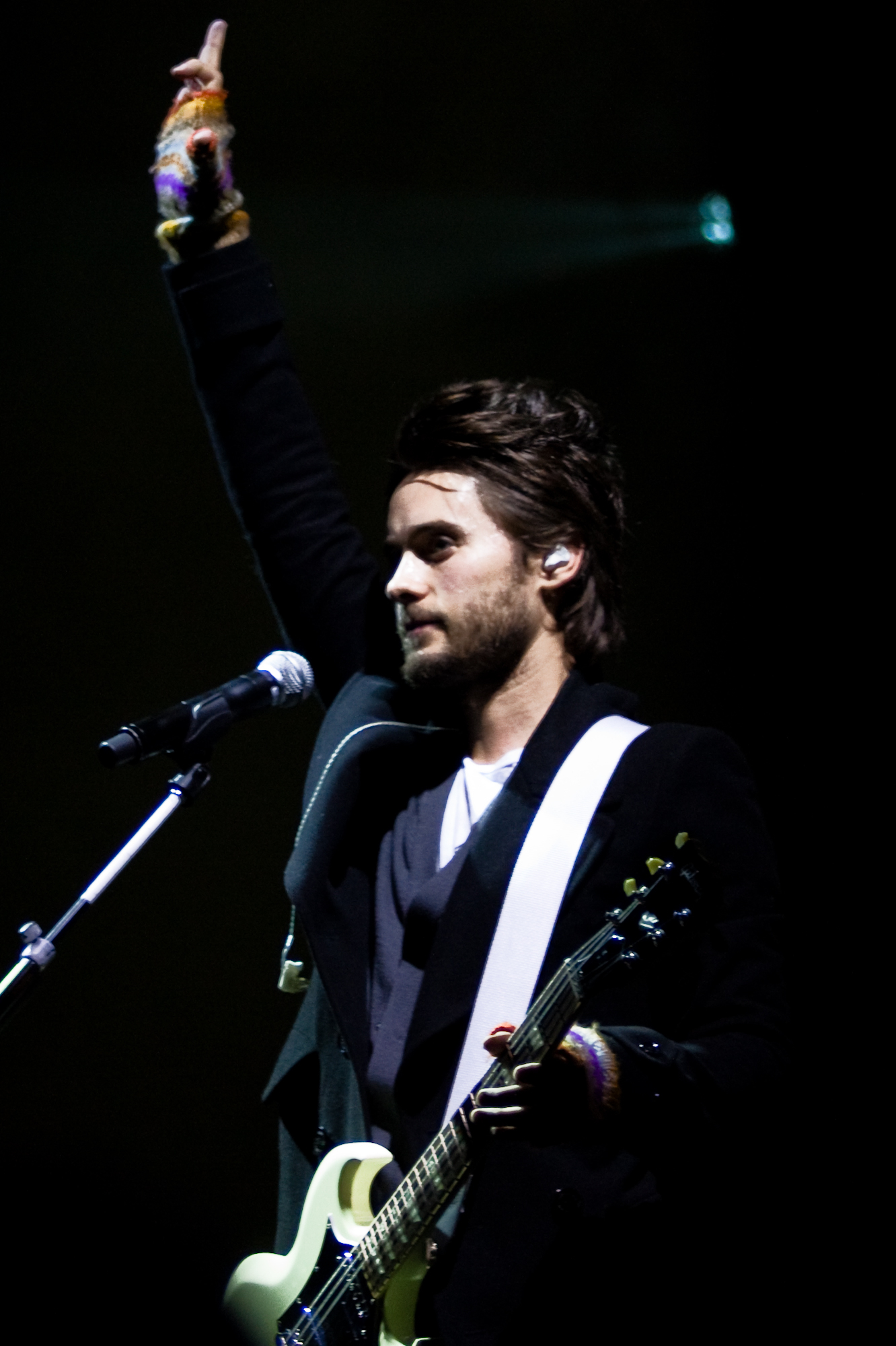
Jared Leto, voce e mente principale dei Thirty Seconds to Mars

Il primo singolo estratto fu Kings and Queens, pubblicato il 13 ottobre, anticipando di un mese la pubblicazione dell'album. Il relativo video, diretto da Jared Leto stesso sotto lo pseudonimo di Bartholomew Cubbins, fu pubblicato il 12 novembre 2009.
Il 26 marzo 2010 fu la volta della title track This Is War, estratta come secondo singolo dall'album. Tuttavia, il video musicale per il singolo venne pubblicato solo il 4 aprile dell'anno dopo, sotto la direzione del regista francese Édouard Salier..
Closer to the Edge fu il terzo singolo estratto, pubblicato il 20 agosto 2010 e accompagnato da un video musicale diretto anche questa volta da Jared Leto con lo pseudonimo di Bartholomew Cubbins. Closer to the Edge è la prima canzone che sia stata per oltre 20 settimane di fila nella classifica Hot Rock & Alternative Songs di Billboard. Il 25 ottobre 2010 il gruppo pubblicò Search and Destroy unicamente come singolo promozionale.
Come quarto singolo fu estratto Hurricane, pubblicato il 3 dicembre 2010 e anticipato da un video musicale diretto nuovamente da Jared, sotto il nome di Bartholomew Cubbins. Il video fu pubblicato in anteprima il 28 novembre su MTV, ma venne bannato dopo poco tempo a causa delle numerose immagini di violenza e nudità presenti in esso. Leto rielaborò il video, apportando alcune modifiche che potessero "andare bene per tutti", e fu successivamente pubblicata una versione censurata del video. Il video originale, lungo oltre 13 minuti, fu reso invece disponibile sul sito ufficiale della band, con un visto censura per i minorenni. Il 17 maggio 2011 è stato pubblicato per le radio statunitensi come quinto ed ultimo singolo Night of the Hunter.

## Il disco

### La copertina
This Is War è stato distribuito con duemila copertine diverse che raffigurano le foto dei fan di tutto il mondo. Dall'11 settembre l'iniziativa chiamata Faces of Mars diede la possibilità ai fan di inviare al sito ufficiale le foto che sarebbero state usate per la copertina. Le prime duemila foto inviate secondo alcuni criteri faranno parte della copertina dell'album. L'iniziativa è durata fino a quando duemila foto utili sono state inviate.
Il 5 ottobre fu resa nota la copertina usata nei paesi in cui la band non ha lanciato l'iniziativa Faces of Mars.

### Il titolo
I Thirty Seconds to Mars hanno sempre preferito non diffondere il titolo dell'album, per paura che i fan avrebbero potuto rimanerne delusi. Tuttavia, in un articolo del 14 febbraio 2009 di Kerrang! in esclusiva mondiale, Jared Leto annunciò che il titolo probabilmente sarebbe stato This Is War. Il 24 agosto, tuttavia, la band dichiarò a MTV che non erano ancora sicuri che This Is War sarebbe stato il titolo giusto. Infatti This Is War fu per lungo tempo il titolo provvisorio e non fu confermato fino al 1º settembre 2009, quando i membri del gruppo concordarono nel loro laboratorio di Los Angeles che era il titolo perfetto. In precedenza il titolo rappresentava le battaglie che il trio stava combattendo, prima su tutte la lunga battaglia legale con la loro casa discografica EMI/Virgin, ma poi Jared Leto dichiararò che per i Thirty Seconds to Mars comprendeva molto di più, ovvero il processo creativo della band:

## Critica, stile e temi trattati
| Recensione           | Giudizio   |
| -------------------- | ---------- |
| AllMusic             |            |
| Alternative Press    |            |
| Billboard            | favorevole |
| Entertainment Weekly | B-         |
| Kerrang!             |            |
| Los Angeles Times    |            |
| Melodic              |            |
| Q                    |            |
| Rock Sound           | 9/10       |
| Slant                |            |

Stephen Thomas Erlewine, recensore di AllMusic, descrive il suono che la band ha raggiunto in questo album come un misto del new wave dei The Killers e del gothic progressivo dei My Chemical Romance. Inoltre definisce il genere dell'album come un misto di rock elettronico, metal e rock progressivo. Sara Anderson di AOL Radio indica invece come ispiratori della musica di This Is War i Pink Floyd e gli M83. Cortney Harding di Billboard dice che l'album è "un passo avanti per la band, anche se non ha completamente abbandonato le tendenze melodiche e hard rock". Anche Mike McGuirk di Rhapsody.com ha definito l'album vicino all'hard rock, anche se meno aggressivo di A Beautiful Lie e con elementi da lui definiti "emo-prog". Victoria Durham vota l'album con un 9, definendolo come "passionale, travolgente e sorprendentemente focalizzato". Kevin Liedel di Slant Magazine ha invece definito la musica dell'album come un art rock a metà tra Linkin Park e U2.
Altri generi citati dai critici per descrivere la musica dell'album sono stati l'arena rock e il rock sperimentale.

Jared Leto, frontman della band e principale compositore dei testi, descrive This Is War come un concept album:

## Il tour

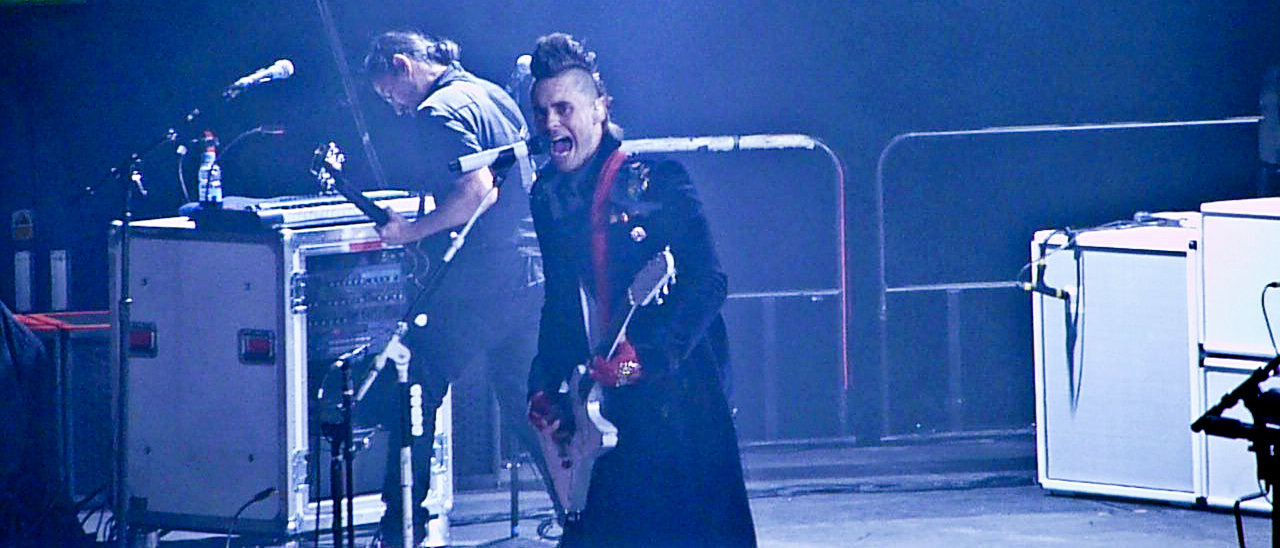
La band in concerto a Manchester durante lInto the Wild Tour nel 2010

Dal novembre al dicembre 2009 il gruppo si è esibito per un mini tour promozionale europeo e statunitense. Il 19 febbraio 2010 il gruppo inaugurò il tour mondiale da supporto all'album, intitolato Into the Wild. Il nome del tour prende il nome dal testo di un brano del primo album della band, The Mission.
Il 7 dicembre 2011, con il 311º concerto del tour a New York, la band stabilisce il nuovo record per il maggior numero di concerti tenuti per un solo album.
Con le oltre 300 date (117 in Europa e in Nord America, 9 in Australasia, 3 in Africa, 16 in Asia e 5 in Sud America) la band ha suonato in tutti i continenti, collezionando vari sold out in tutto il mondo. Le setlist hanno compreso brani sia da A Beautiful Lie che da This Is War, ma delle canzoni dall'omonimo primo album la band ha suonato solo Capricorn (A Brand New Name) e Buddha for Mary, rispettivamente in cinque e in due occasioni. Solitamente, verso la fine dei concerti, Jared Leto fa salire sul palco al fianco della band una cinquantina di persone dal pubblico, con il solito sottofondo di Cowboys from Hell dei Pantera suonata da Shannon e Tomo, per poi concludere il concerto con Kings and Queens.
Come gruppi spalla delle prime date del tour (in Nord America e in Europa) hanno suonato band come Enter Shikari, Street Drum Corps e Shiny Toy Guns.

## Tracce
Testi e musiche di Jared Leto, eccetto dove indicato.
1. Escape – 2:23
2. Night of the Hunter – 5:40
3. Kings and Queens – 5:47
4. This Is War – 5:27
5. 100 Suns – 1:58
6. Hurricane – 6:12
7. Closer to the Edge – 4:33
8. Vox Populi – 5:42
9. Search and Destroy – 5:38
10. Alibi – 5:59
11. Stranger in a Strange Land – 6:54
12. L490 – 4:26 (musica: Shannon Leto)

Tracce bonus nell'edizione giapponese
1. Kings and Queens (Eddy and Tiborg Radio Mix) – 4:10
2. Kings and Queens (Innerpartysystem Remix Main) – 6:12

Tracce bonus nell'edizione di iTunes
1. Kings and Queens (LA Riots Vocal Mix) – 6:11
2. Night of the Hunter (Flood Remix) – 5:41

Tracce bonus nell'edizione deluxe
1. Hurricane 2.0 (featuring Kanye West) – 6:10
2. Bad Romance (BBC Live Version) – 4:40
3. Stronger (BBC Live Version) – 6:02

DVD bonus nell'edizione deluxe
1. Closer to the Edge – 6:22
2. The Ride (Kings and Queens) – 8:51
3. The Making of "The Ride" – 20:48
4. Into the Wild – 6:15
5. The Summit – 3:12
6. "War Is Coming" Short Films – 7:16

Tracce bonus nell'edizione deluxe di iTunes
1. Hurricane 2.0 (featuring Kanye West) – 6:10
2. Bad Romance (BBC Live Version) – 4:40
3. Stronger (BBC Live Version) – 6:02
4. Kings and Queens (LA Riots Vocal Mix) – 6:11
5. Night of the Hunter (Flood Remix) – 5:41

## Formazione
Molti artisti, ingegneri del suono e produttori hanno lavorato con la band per This Is War. Quelli accreditati sono:
Gruppo
- Jared Leto – voce, chitarra ritmica (eccetto in L490), basso, tastiera, sintetizzatore
- Shannon Leto – batteria, percussioni, chitarra ritmica in L490
- Tomo Miličević – chitarra solista, basso, tastiera, sintetizzatore, violino, programmazione, percussioni

Altri musicisti
- Kanye West – sintetizzatore in Hurricane
- Brandon Flowers – tastiera in Hurricane
- Mike Einziger – orchestrazione in Kings and Queens, This Is War, Hurricane e Vox Populi

Produzione
- Flood – produzione
- Thirty Seconds to Mars – produzione, missaggio in L490
- Steve Lillywhite – coproduzione in Kings and Queens, Closer to the Edge, Vox Populi
- Ryan Williams – ingegneria del suono, missaggio
- Bran Virtue – ingegneria del suono in Night of the Hunter e Search and Destroy, missaggio in Stranger in a Strange Land
- Tom Biller – ingegneria del suono aggiuntiva in Night of the Hunter, Kings and Queens, 100 Suns, Hurricane, Alibi
- Rob Kirwan – ingegneria del suono aggiuntiva in Kings and Queens, This Is War, Vox Populi
- Dana Neilsen - ingegneria del suono aggiuntiva in Night of the Hunter e Stranger in a Strange Land
- Matt Radosevich – ingegneria del suono aggiuntiva in This Is War, Search and Destroy e Closer to the Edge
- Jamie Schefman – ingegneria del suono aggiuntiva
- Sonny Diperri – ingegneria del suono aggiuntiva
- Joe Wohlmut – ingegneria del suono aggiuntiva per i Summit di Los Angeles
- Andre Doucette – ingegneria pre-produzione
- Cenzo Townshend – missaggio in Hurricane
- Neil Comber – assistenza al missaggio in Hurricane
- Mike Shipley – missaggio in Search and Destroy
- Brian Wholgemuth – assistenza al missaggio in Search and Destroy
- Stephen Marcussen – mastering

## Classifiche

### Classifiche settimanali
| Classifica (2009-2011)    | Posizione massima |
| ------------------------- | ----------------- |
| Australia                 | 18                |
| Austria                   | 8                 |
| Belgio (Fiandre)          | 74                |
| Belgio (Vallonia)         | 34                |
| Finlandia                 | 19                |
| Francia                   | 96                |
| Germania                  | 12                |
| Grecia                    | 44                |
| Irlanda                   | 51                |
| Italia                    | 29                |
| Messico                   | 39                |
| Nuova Zelanda             | 9                 |
| Paesi Bassi               | 31                |
| Polonia                   | 34                |
| Portogallo                | 6                 |
| Regno Unito               | 15                |
| Spagna                    | 52                |
| Stati Uniti               | 19                |
| Stati Uniti (alternative) | 2                 |
| Stati Uniti (rock)        | 4                 |
| Svizzera                  | 20                |

### Classifiche di fine anno
| Classifica (2010)         | Posizione |
| ------------------------- | --------- |
| Australia                 | 87        |
| Germania                  | 47        |
| Regno Unito               | 74        |
| Stati Uniti               | 116       |
| Stati Uniti (alternative) | 27        |
| Stati Uniti (rock)        | 38        |

## Date di pubblicazione
| Paese                 | Data di pubblicazione | Etichetta              | Formato |
| --------------------- | --------------------- | ---------------------- | ------- |
| Australia             | 4 dicembre 2009       | EMI Music Australia    | CD      |
| Austria               | 4 dicembre 2009       | EMI Music Austria      | CD      |
| Finlandia             | 4 dicembre 2009       | EMI Music Finland      | CD      |
| Germania              | 4 dicembre 2009       | EMI Music Germany      | CD      |
| Italia                | 4 dicembre 2009       | EMI Music Italy/Virgin | CD      |
| Svizzera              | 4 dicembre 2009       | EMI Music Switzerland  | CD      |
| Danimarca             | 7 dicembre 2009       | EMI Music Denmark      | CD      |
| Nuova Zelanda         | 7 dicembre 2009       | EMI New Zealand        | CD      |
| Norvegia              | 7 dicembre 2009       | EMI Music Norway       | CD      |
| Polonia               | 7 dicembre 2009       | EMI Music Poland       | CD      |
| Regno Unito           | 7 dicembre 2009       | EMI UK/Virgin          | CD      |
| Argentina             | 8 dicembre 2009       | EMI Music Argentina    | CD      |
| Canada                | 8 dicembre 2009       | Virgin U.S.            | CD      |
| Messico               | 8 dicembre 2009       | EMI Music México       | CD      |
| Spagna                | 8 dicembre 2009       | EMI Music Spain        | CD      |
| Stati Uniti d'America | 8 dicembre 2009       | EMI/Virgin America     | CD      |
| Sudafrica             | 8 dicembre 2009       | EMI/Virgin             | CD      |
| Brasile               | 10 dicembre 2009      | EMI Music Brazil       | CD      |
| Giappone              | 13 gennaio 2010       | EMI Music Japan        | CD      |
| Deluxe Edition        |                       |                        | CD      |
| Stati Uniti d'America | 9 novembre 2010       | EMI/Virgin America     | CD+DVD  |
| Australia             | 19 novembre 2010      | EMI Music Australia    | CD+DVD  |
| Polonia               | 22 novembre 2010      | EMI Music Poland       | CD+DVD  |
| Brasile               | 30 novembre 2010      | EMI Music Brazil       | CD+DVD  |